# Kamenka (affluente della Kolyma)
La Kamenka (in russo Каменка?) è un fiume della Russia siberiana orientale, affluente di destra della Kolyma. Scorre nell'ulus Srednekolymskij della Sacha-Jakuzia.
Il fiume ha origine dalla confluenza dei fiumi Levaja Kamenka e Pravaja Kamenka (rispettivamente Kamenka di sinistra e Kamenka di destra) e scorre nella parte centrale dell'altopiano degli Jukagiri, una vasta area rilevata compresa tra l'alto corso della Kolyma e il corso del suo affluente Omolon. Ha una lunghezza di 80 km (279 km la lunghezza calcolata dalla sorgente della Levaja Kamenka). Sfocia da destra nella Kolyma nel suo medio corso, 749 chilometri a monte della foce. I principali affluenti sono Ujankan, Orakul, Meundža-Don.
Il fiume, analogamente a tutti i fiumi del bacino, è gelato in un periodo che va in media da ottobre a fine maggio.